# Decker (Indiana)
Decker es un pueblo ubicado en el condado de Knox en el estado estadounidense de Indiana. En el Censo de 2010 tenía una población de 249 habitantes y una densidad poblacional de 531,16 personas por km².

## Geografía
Decker se encuentra ubicado en las coordenadas 38°31′6″N 87°31′27″O / 38.51833, -87.52417. Según la Oficina del Censo de los Estados Unidos, Decker tiene una superficie total de 0.47 km², de la cual 0.47 km² corresponden a tierra firme y (0%) 0 km² es agua.

## Demografía
Según el censo de 2010, había 249 personas residiendo en Decker. La densidad de población era de 531,16 hab./km². De los 249 habitantes, Decker estaba compuesto por el 97.59% blancos, el 1.2% eran afroamericanos, el 0% eran amerindios, el 0.8% eran asiáticos, el 0% eran isleños del Pacífico, el 0% eran de otras razas y el 0.4% pertenecían a dos o más razas. Del total de la población el 0% eran hispanos o latinos de cualquier raza.